# (4809) Robertball
(4809) Robertball est un astéroïde de la ceinture principale.

## Description
(4809) Robertball est un astéroïde de la ceinture principale. Il fut découvert le 5 septembre 1928 à Heidelberg par Max Wolf. Il présente une orbite caractérisée par un demi-grand axe de 2,57 UA, une excentricité de 0,25 et une inclinaison de 13,7° par rapport à l'écliptique.

## Compléments